# McEwen (Tennessee)
McEwen és una població dels Estats Units a l'estat de Tennessee. Segons el cens del 2000 tenia 1.702 habitants.

## Demografia
Segons el cens del 2000, McEwen tenia 1.702 habitants, 725 habitatges, i 476 famílies. La densitat de població era de 344,1 habitants/km².
Dels 725 habitatges en un 30,8% hi vivien nens de menys de 18 anys, en un 51% hi vivien parelles casades, en un 10,6% dones solteres, i en un 34,3% no eren unitats familiars. En el 30,5% dels habitatges hi vivien persones soles el 14,3% de les quals corresponia a persones de 65 anys o més que vivien soles. El nombre mitjà de persones vivint en cada habitatge era de 2,34 i el nombre mitjà de persones que vivien en cada família era de 2,92.
Per edats la població es repartia de la següent manera: un 25,6% tenia menys de 18 anys, un 7,9% entre 18 i 24, un 27,7% entre 25 i 44, un 23,1% de 45 a 60 i un 15,7% 65 anys o més.
L'edat mediana era de 37 anys. Per cada 100 dones de 18 o més anys hi havia 81,9 homes.
La renda mediana per habitatge era de 30.682 $ i la renda mediana per família de 39.167 $. Els homes tenien una renda mediana de 30.417 $ mentre que les dones 22.109 $. La renda per capita de la població era de 17.375 $. Entorn de l'11,2% de les famílies i el 15,8% de la població estaven per davall del llindar de pobresa.

## Poblacions més properes
El següent diagrama mostra les poblacions més properes.